# البيمارستان المعتضدي
البيمارستان المعتضدي أنشأه الخليفة المعتضد بالله في (279هـ - 892)م، والذي أوكل أبو بكر الرازي بأن يقيم بيمارستان في بغداد ليكون أكبر وأحدث مستشفى متكامل في العالم في ذلك الوقت.ولكي ينتقي الرازي المكان المناسب للمستشفى، تفتق ذهنه عن طريقة مبتكرة لا تزال موضع تقدير الأطباء وإعجابهم حتى يومنا هذا فقد عمد أبوبكر الرازي إلى وضع بعض قطع من اللحم من مختلف الأنواع في أنحاء مختلفة من بغداد ،ثم انتظر أربعاً وعشرين ساعة، وبعد ذلك انتقى المكان الأنسب، من حيث نقاء الجو واعتداله، وهو الذي ظل فيه اللحم ف أحسن حال. وتولى الرازي رئاسة البيمارستان المعتضدي، أكبر مستشفى في عصره.